# Valente (Bahia)
Pour les articles homonymes, voir Valente.
Valente est une municipalité brésilienne de l'État de Bahia et la microrégion de Serrinha.